# Щільне пакування рівних сфер

Ілюстрація щільного пакування рівних сфер у гексагональній щільній ґратці (ГЩ) (ліворуч) і гранецентрованій кубічній ґратці (ГЦК) (праворуч)

Щільне пакування рівних сфер — таке розташування однакових сферичних куль у деякій області евклідового простору, при якому кулі  не перекриваються, а частина простору, що обмежена внутрішніми областями сфер (щільність пакування) є максимальною. Ту ж назву має  також задача комбінаторної геометрії про пошук цього пакування.
Задача щільного пакування  може розглядатися на площині, в тривимірному просторі, а також у просторах більших вимірів.

## Загальна характеристика
Карл Фрідріх Ґаусс довів, що найвища щільність пакування, яка може бути досягнута простим регулярним пакуванням (ґраткою), дорівнює:
{\displaystyle {\frac {\pi }{3{\sqrt {2}}}}\simeq 0.74048.}
Ця щільність досягається в пакуваннях у ГЦК і ГЩ ґратках. Гіпотеза Кеплера стверджує, що це пакування має найвищу щільність серед усіх можливих пакувань сфер, регулярних та нерегулярних. Цю гіпотезу довів Т. К. Гейлз після багаторічної праці з програмування обчислень, необхідних для доведення.

## Ґратки ГЦК і ГЩ
| ГЦК | ГЦК | ГЩ |
| --- | --- | -- |
| |     |    |
| ГЦК-пакування може бути орієнтовано по-різному, й в залежності від орієнтації на окремий її шар має квадратне або трикутне пакування. Це можна бачити по кубооктаедру з 12 вершинами, що представляють положення центрів 12 сфер навколо центральної сфери. ГЩ-пакування можна розглядати як шари, запаковані в трикутне пакування, де сфери сусіднього шару містяться у вершинах трискатного прямого бікупола, що проходить через центри сфери цього шару. |     |    |

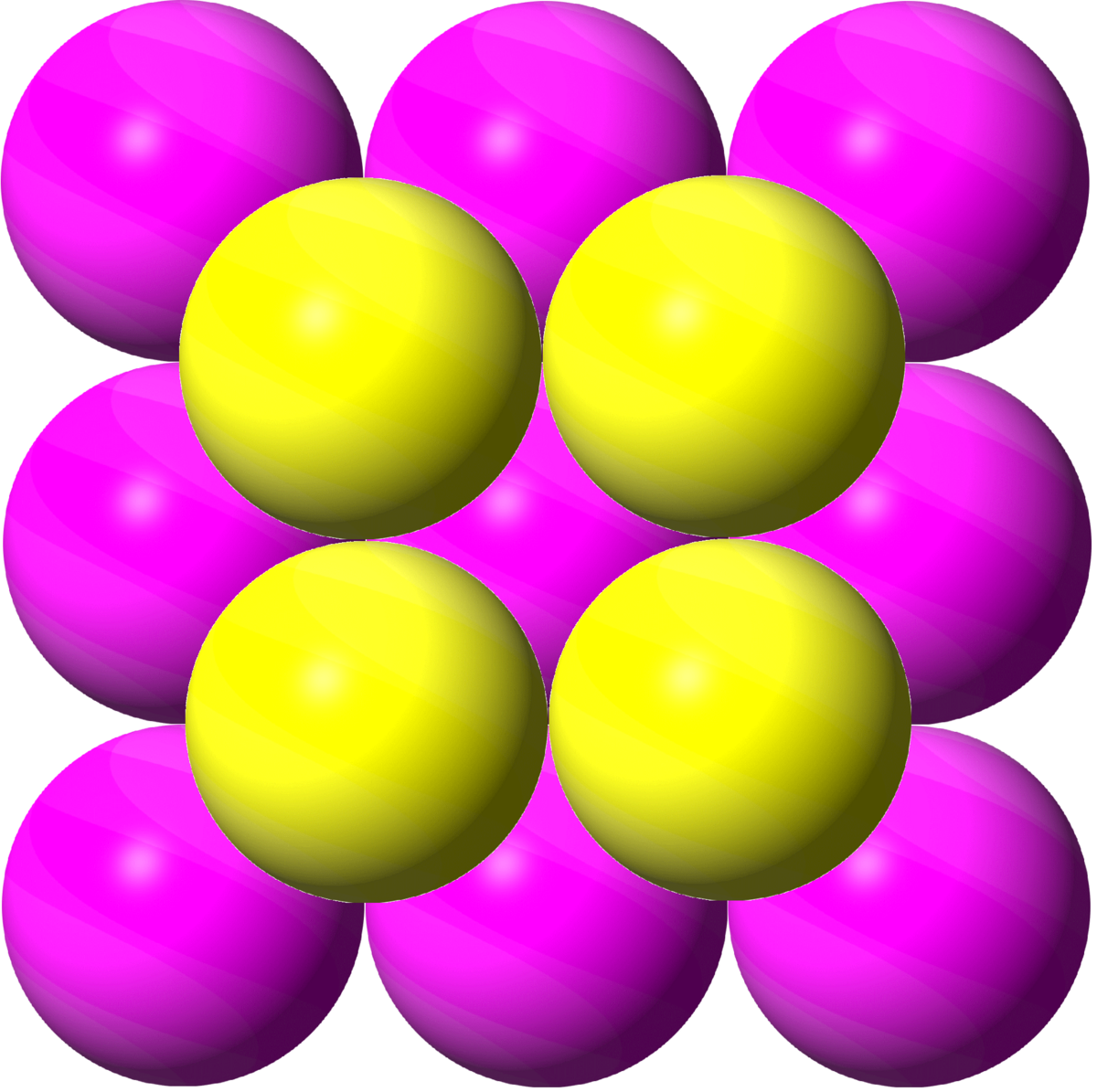
ГЦК-пакування, розглянуте в напрямку осей симетрії 4-го порядку

Окремий шар щільного пакування

Існує дві прості регулярні ґратки, на яких досягається максимальна середня щільність. Вони називаються гранецентрована кубічна (ГЦК) (або кубічне щільне пакування) та шестикутне щільне пакування (ГЩ або ГЩУ = Гексагональна щільноупакована комірка або ґратка), у залежності від симетрій ґратки. Обидві ґратки ґрунтуються на шарах сфер з центрами у вершинах трикутної мозаїки. Обидві ґратки можна представити як стіс однакових листів, усередині яких сфери покладені в трикутну ґратку (щільноупакованих шарів); ГЦК і ГЩ відрізняються положенням цих листів відносно один одного.
ГЦК ґратка у математиці відома як ґратка, що генерується системою коренів A3. В англомовній літературі цей вид комірки називається face-centered cubic (fcc). ГЩ ґратка в англомовній літературі називається hexagonal close-packed (hcp).

### Розташування і незаповнений простір
Взявши за точку відліку один з щільноупакованих шарів куль, можна розділити на інші різні типи в залежності від того, як вони розташовані відносного першого шару в сенсі горизонтального зсуву. Таких типів три, та їх прийнято позначати A, B і C.
Щодо рівня з кулею A (див. малюнок нижче) можливі різні положення куль B і C. Будь-яка послідовність позицій A, B і C за шарами без повторення в сусідніх шарах можлива й дає пакування тієї ж щільності.
Найправильніші пакування:
- ГЦК = ABCABCA (рівні збігаються через два)
- ГЩ = ABABABA (рівні збігаються через один).

З усім тим, та ж сама щільність пакування може бути досягнута альтернативним пошаровим укладанням тих же щільних пакувань сфер у площині, разом із структурами, які аперіодичні у напрямку укладання шарів.
Є незліченна кількість нерегулярних розташувань площин (наприклад, ABCACBABABAC…), які іноді називаються «пакуваннями Барлоу», за ім'ям кристалографа Вільяма Барлоу.
| Порівняння ГЦК і ГЩ пакувань |
| --- |
| |
| ГЩ пакування (ліворуч) і ГЦК пакування (праворуч). Контури відповідних ґраток Браве показано червоним. Букви показують, які шари у пакуванні збігаються (при зсуву відносно один одного в горизонтальній площині): так, у ГЩ пакуванні над шаром A розташований шар B, а над ним — знову шар A, в якому сфери лежать на тих же позиціях, що й на інших шарах A. У ГЦК пакуванні показано три шари, й усі вони різні: над шаром A розташований B, над B — C, і лише над C знову буде A. Зауважимо, що ГЦК пакування можна перевести в ГЩ пакування шляхом зсуву шарів, як показано пунктирною лінією. |

| | |
| Показано укладання одинадцяти куль ГЩ ґратки. ГЩ-укладання відрізняється від верхніх трьох шарів ГЦК укладання на правому малюнку тільки нижнім шаром. Вона може бути перетворена в ГЦК-укладання шляхом обертання або зсуву одного з шарів. У реальному кристалі великого розміру таке теж може статися при певних умовах (це буде фазовий перехід). | Кілька шарів ГЦК-укладання. Зауважте, як суміжні кулі вздовж кожного ребра правильного тетраедра розташовані відносно один одного, й порівняйте з ГЩ пакуванням на лівому малюнку. |

У щільному пакуванні відстань між центрами сфер у площині щільноупакованого шару дорівнює діаметру сфери. Відстань між центрами сфер у проєкції на вісь, перпендикулярну щільноупакованому шару, дорівнює:
{\displaystyle {\text{pitch}}_{Z}={\sqrt {6}}\cdot {d \over 3}\approx 0,81649658d,}
де d — діаметр сфери. Це випливає з тетраедричного розташування сфер у щільному пакуванні.
Як у ГЦК, так і в ГЩ укладаннях кожна сфера має контакт з дванадцятьма сусідніми сферами (іншими словами, координаційне число для будь-якої сфери в них дорівнює 12). Навколо сфери існують порожні області, оточені шістьма сферами (октаедричні), і менші порожні області, оточені чотирма сферами (тетраедричні). Відстані до центрів цих порожніх ділянок від центрів навкружних сфер дорівнює √3⁄2 для тетраедричних і √2 для октаедричних[джерело не вказане 2905 днів] просторів, якщо радіус сфери дорівнює 1. ГЦК пакування виходить, якщо в черговому шарі поміщати кулі над октаедричними порожнечами, ГЩ — над деякими тетраедричними.

## Побудова ґратки
Коли утворюється будь-яка ґратка пакування куль, слід зауважити, що якщо дві сфери торкаються, може бути проведена пряма з центру однієї сфери до центру іншої сфери і ця пряма проходить через точку дотику. Відстань між центрами — найкоротший шлях між точками — якраз лежить на цій прямій, тому ця відстань дорівнює r1 + r2, де r1 — радіус сфери, а r2 — радіус іншої. У щільному пакуванні всі сфери мають один радіус r, так що відстань між центрами дорівнює просто 2r.

### Проста ГЩ-ґратка

Анімація побудови ґратки щільного пакування. Зауваження: Якщо кулі третього рівня (рівень не показаний) містяться прямо над кулями першого рівня, то отримаємо ГЩ-ґратку. Якщо кулі третього рівня розташовані над проміжками між кулями першого рівня, то отримаємо ГЦК-ґратку.

Для утворення A-B-A-B-… шестикутного щільного пакування сфер, координати точок ґратки будуть центрами куль пакування. Припустимо, що метою є заповнення коробки сферами згідно зі схемою ГЩ. Коробка розташована у системі координат x-y-z.
Спочатку утворимо ряд сфер, їх центри лежатимуть на одній прямій. Їх x-координати змінюватимуться на величину 2r, оскільки відстань між центрами двох дотичних сфер дорівнює 2r. Для цих куль y-координати і z-координати будуть однаковими. Для простоти припустимо, що y- і z-координати куль першого ряду дорівнюють r, що відповідає розташуванню куль на площинах з нульовими y- і z-координатами. Отже, координати куль першого ряду будуть виглядати як (2r, r, r), (4r, r, r), (6r ,r, r), (8r ,r, r), … .
Тепер формуємо другий ряд сфер. Знову — центри лежатимуть на прямій і x-координати відрізнятимуться на 2r, але кулі будуть зрушені за віссю, так що x-координати центрів дорівнюватимуть координатам точок зіткнення куль першого ряду, що дозволяє кулям другого ряду міститися ближче до куль першого. Оскільки нові сфери торкаються двох сфер, їх центри утворюють рівносторонні (правильні) трикутники з центрами сусідніх куль. Усі довжини сторін дорівнюватимуть 2r, так що різниця між рядами за y-координатою становитиме √3r. Тобто другий рядок матиме координати:
{\displaystyle \left(r,r+{\sqrt {3}}r,r\right),\ \left(3r,r+{\sqrt {3}}r,r\right),\ \left(5r,r+{\sqrt {3}}r,r\right),\ \left(7r,r+{\sqrt {3}}r,r\right),\dots .}
Наступний рядок сфер іде за цим шаблоном, зрушуючи ряд за віссю x на величину r і за віссю y на √3. Додаємо ряди, поки не досягнемо кордону скриньки.
У пакуванні A-B-A-B-… площини сфер з непарними номерами матимуть у точності ті ж координати x- та y, змінюються тільки z-координати, що вірно й для парних площин. Обидва види площин утворюються за тією ж самою схемою, але початкове положення першої сфери першого рядка відрізнятиметься.
Використовуємо побудову, описану вище, як шар A. Помістимо сферу поверх цього шару так, що вона торкається трьох сфер шару A. Ці три сфери вже торкаються один одного, утворюючи рівносторонній трикутник. Оскільки ці три сфери торкається доданої сфери, чотири центри утворюють правильний тетраедр, усі сторони якого дорівнюють 2r. Висота цього тетраедра є різницею z-координати між двома шарами і дорівнює {\displaystyle {\tfrac {{\sqrt {6}}r2}{3}}}. Комбінація з x- і y-координатами дає центри першого ряду площини B:
{\displaystyle \left(r,r+{\frac {{\sqrt {3}}r}{3}},r+{\frac {{\sqrt {6}}r2}{3}}\right),\ \left(3r,r+{\frac {{\sqrt {3}}r}{3}},r+{\frac {{\sqrt {6}}r2}{3}}\right),\ \left(5r,r+{\frac {{\sqrt {3}}r}{3}},r+{\frac {{\sqrt {6}}r2}{3}}\right),\ \left(7r,r+{\frac {{\sqrt {3}}r}{3}},r+{\frac {{\sqrt {6}}r2}{3}}\right),\dots .}
Координати другого ряду йдуть за схемою, описаною вище:
{\displaystyle \left(2r,r+{\frac {4{\sqrt {3}}r}{3}},r+{\frac {{\sqrt {6}}r2}{3}}\right),\ \left(4r,r+{\frac {4{\sqrt {3}}r}{3}},r+{\frac {{\sqrt {6}}r2}{3}}\right),\ \left(6r,r+{\frac {4{\sqrt {3}}r}{3}},r+{\frac {{\sqrt {6}}r2}{3}}\right),\ \left(8r,r+{\frac {4{\sqrt {3}}r}{3}},r+{\frac {{\sqrt {6}}r2}{3}}\right),\dots .}
Різниця z-координат до наступного A-шару, знову дорівнює {\displaystyle {\tfrac {{\sqrt {6}}r2}{3}}}, а x- і y-координати дорівнюють координатам першого A-шару.
У загальному випадку координати центрів можна записати у вигляді:
{\displaystyle {\begin{bmatrix}2i+((j\ +\ k){\bmod {2}})\\{\sqrt {3}}\left[j+{\frac {1}{3}}(k{\bmod {2}})\right]\\{\frac {2{\sqrt {6}}}{3}}k\end{bmatrix}}r}
де i, j та k індекси за координатами x, y і z (починаються з нуля).

## Варіанти та узагальнення

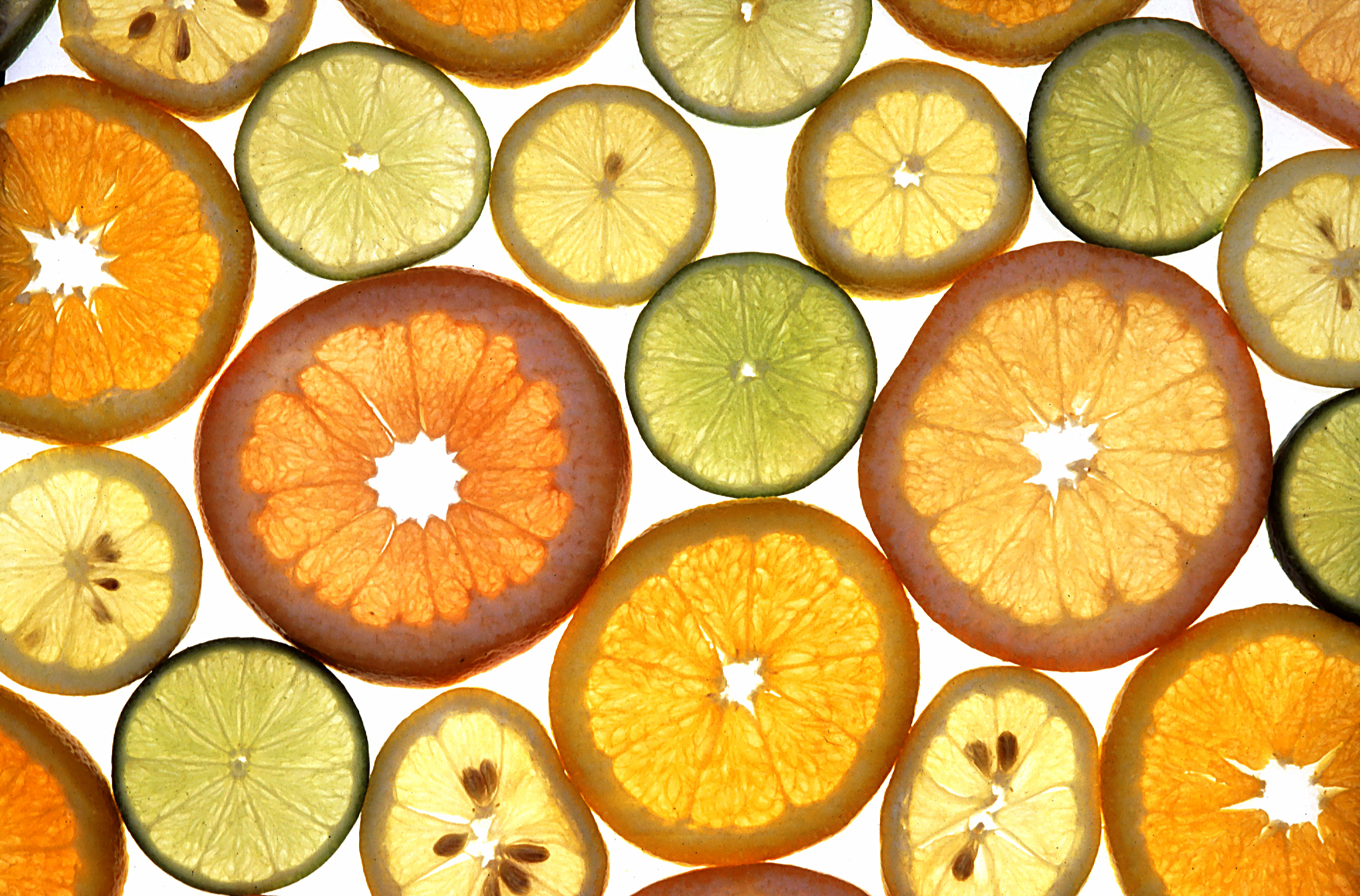
Найефективніший спосіб пакування кіл різного розміру на площині не є очевидним

### Простори інших розмірностей
Можна розглянути аналогічну задачу щільного пакування гіперсфер (чи кіл) в евклідовому просторі розмірності, відмінною від 3. Зокрема, двовимірному евклідовому просторі найкращим заповненням є розміщення центрів кіл у вершинах паркету, утвореного правильними шестикутниками, в якому кожне коло оточене шістьма іншими. Саме з таких шарів побудовані ГЦК і ГЩ пакування. Щільність цього пакування:
{\displaystyle {\frac {\pi }{2{\sqrt {3}}}}\approx 0.9069}.

Оптимальне пакування кіл на площині

1940 року було доведено, що це пакування є найщільнішим.
2016 року український математик Марина Вязовська вирішила задачу про пакування куль у просторах старших розмірностей — восьмивимірному та, у співавторстві, в 24-мірному.
Рішення Вязовської восьмивимірного випадку займає 23 сторінки і є «приголомшливо простим» у порівнянні з 300-сторінковим текстом і використанням 50 000 рядків програмного коду при викладі доказу гіпотези Кеплера для тривимірного простору.
Найвища щільність відома тільки для розмірностей простору 1 (укладання впритул), 2 (трикутна ґратка), 3 (ГЦК, ГЩ та інші пакування, побудовані з шарів трикутної ґратки), 8 (ґратка E8) і 24 (ґратка Ліча).

### Заповнення простору, що залишився
ГЦК і ГЩ пакування є найщільнішими відомими пакуваннями однакових сфер з максимальною симетрією (найменшою одиницею повторення). Щільніші пакування куль відомі, але в них використовуються сфери різних діаметрів.
Для упаковок з щільністю 1, заповнюють простір повністю, потрібно несферичні тіла, такі як стільники, або нескінченна кількість сфер у кінцевому обсязі (сітка Аполлонія).

### Стільники
Якщо замінити кожну точку дотику двох сфер ребром, що з'єднує центри дотичних сфер, отримаємо тетраедри і октаедри з однаковими довжинами сторін.
ГЦК укладання дає тетраедрично-октаедричний стільник. ГЩ укладання дає повернений тетраедрично-октаедричний стільник.
Якщо, замість цього, будь-яка сфера розширюється точками, які ближче до неї, ніж до будь-якої іншої сфери, виходять двоїсті стільник — ромбододекаедричний стільник для ГЦК і трапецієромбічний додекаедричний стільникдля ГЩ.
Сферичні бульбашки в мильній воді за схемою ГЦК або ГЩ, коли вода між бульбашками висихає, також приймають форму ромбододекаедричного або трапецієромбічного додекаедричного стільників. Однак такі ГЦК або ГЩ піни з дуже малим вмістом рідини нестабільні, оскільки для них не виконується закон Плате. Піна Кельвіна та структура Вейра й Пелана стійкіші, маючи меншу міжгранчасту енергію при малій кількості рідини.

## Щільне пакування куль у житті

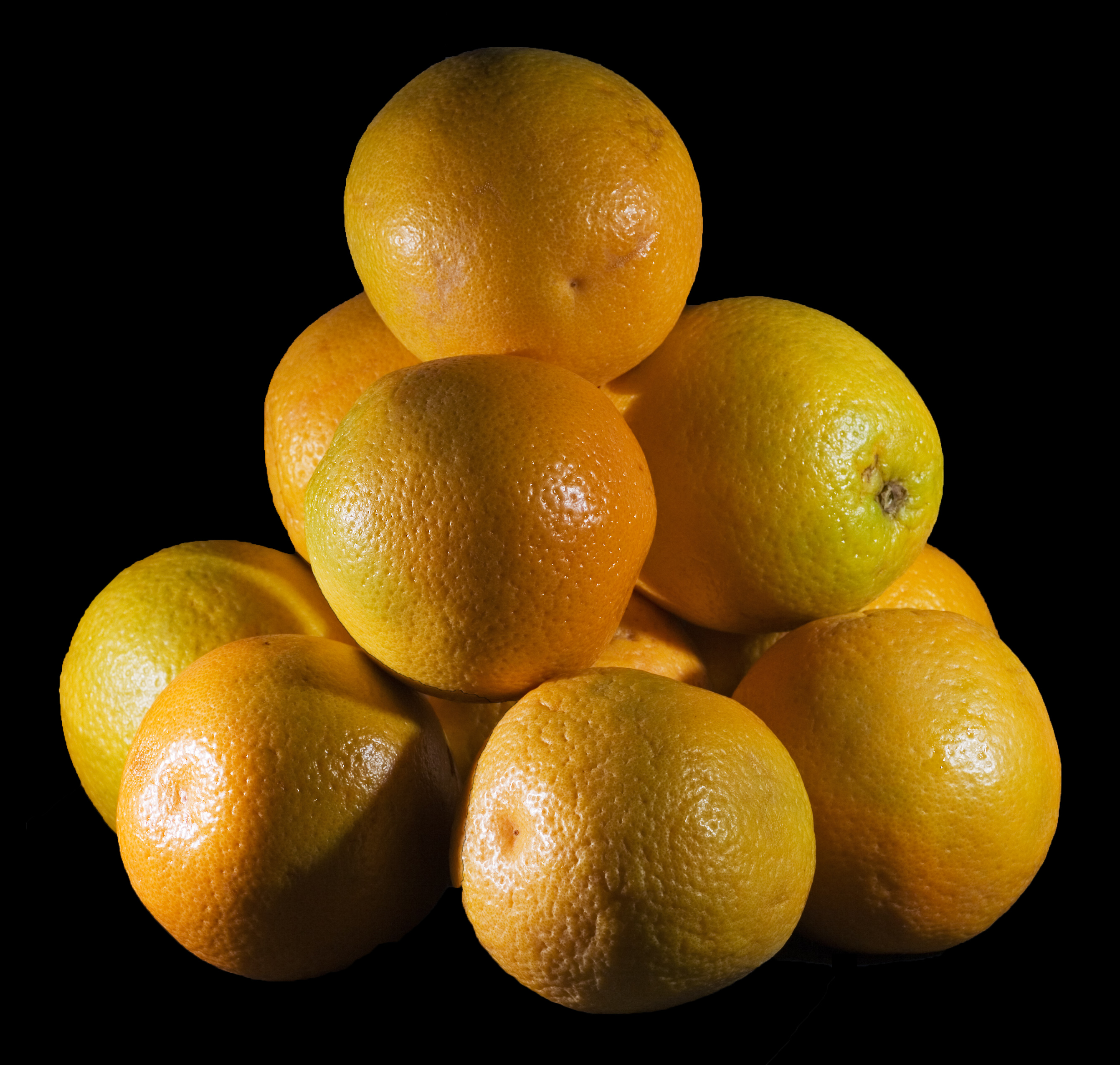
Розміщення плодів апельсина в ГЩ пакуванні.

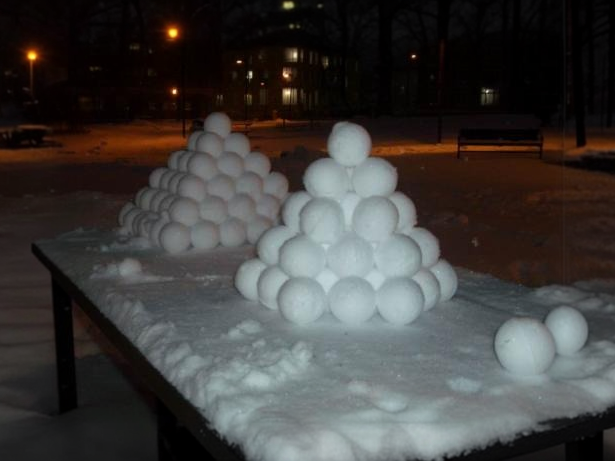
Снігові кулі, укладені для гри у сніжки. У передній піраміді сніжки покладені в шестикутне щільне пакування, в задній — у гранецентроване кубічне.

Багато кристалів мають структуру щільного пакування одного типу атомів або щільне пакування великих іонів з меншими йонами, які заповнюють простір між ними. Як правило, кубічне й шестикутне розташування дуже близькі за енергією, і важко передбачити, яку форму кристал прийме.
Томас Герріот близько 1585 року зробив перший роздум з точки зору математики про укладання куль у контексті укладання гарматних ядер і розглянув ГЦК ґратку: гарматні ядра зазвичай укладалися в прямокутні чи трикутні дерев'яні каркаси, утворюючи тристоронні або чотиристоронні піраміди; обидві укладання дають гранецентровану кубічну ґратку та відрізняються лише орієнтацією щодо основи. Шестикутне щільне пакування призводить до шестикутної піраміди. У зв'язку з укладанням гарматних ядер відоме й однойменна задача теорії чисел.